# Ludovic Dolinschi
Ludovic Dolinschi (ortografiat și Ludovic Dolinski) (n. 1869 – d. 15 februarie 1945) a fost un arhitect român. A proiectat Crucea Eroilor de pe Muntele Caraiman.
A fost decorat de 
- Carol I la 25 iunie 1913 - gradul de Cavaler al Ordinului - Coroana României.
- Regele Mihai I la 1 martie 1930 - gradul de Ofițer al Ordinului - Coroana României.

Ludovic Dolinschi a fost coleg de studii la Akademie der Bildenden Künste din München cu Ștefan Luchian și cu Oscar Obedeanu. Faptul că a proiectat monumentul de pe Caraiman reiese din Decretul Regal din data de 1 aprilie 1919 prin care s-a desemnat promovarea a numeroși angajați ai C.F.R.-ului pe trepte superioare de salarizare. Ludovic Dolinschi a fost promovat ca arhitect clasa a II-a, pensionat în anul 1929.

## Galerie imagini

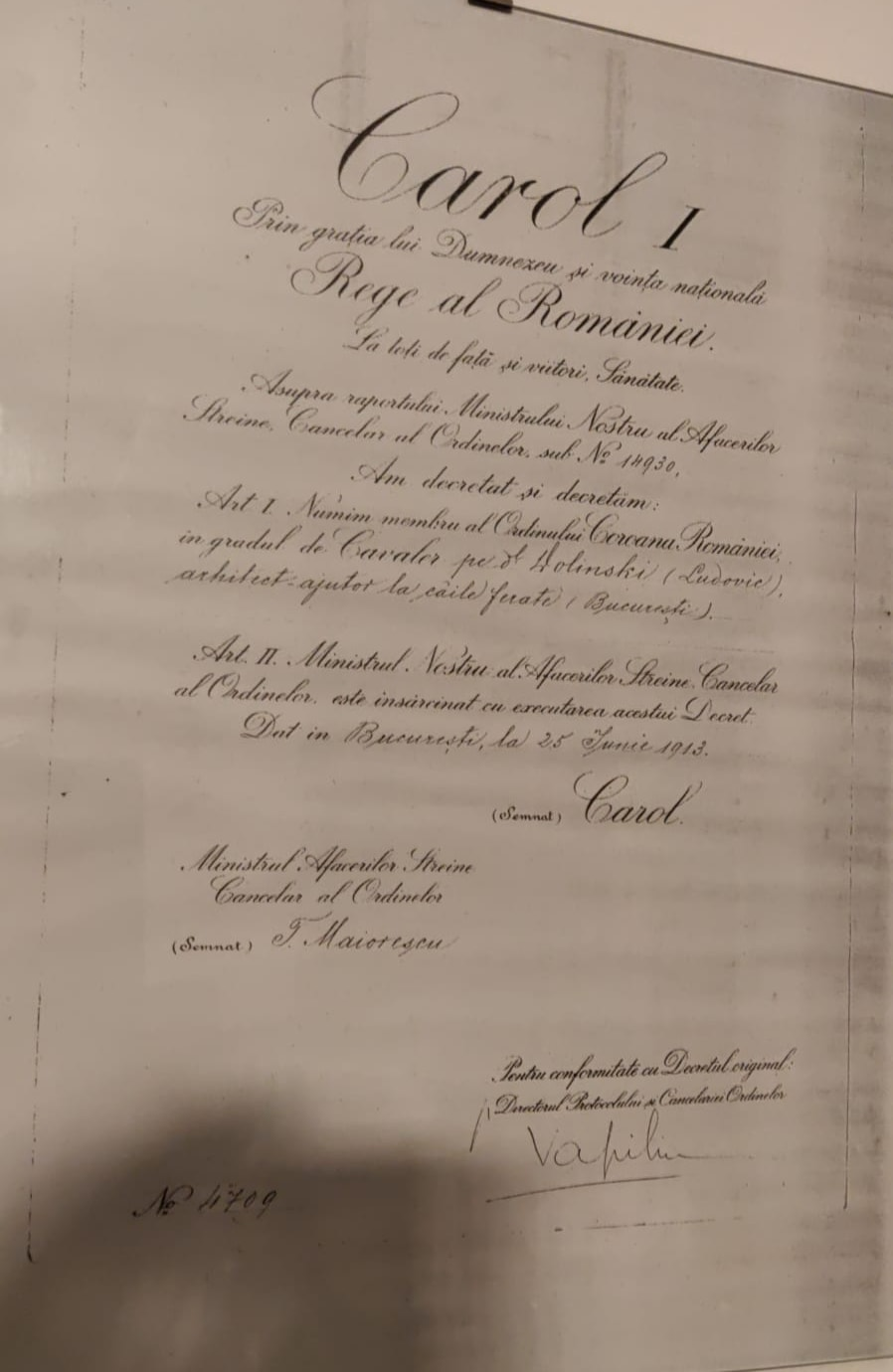
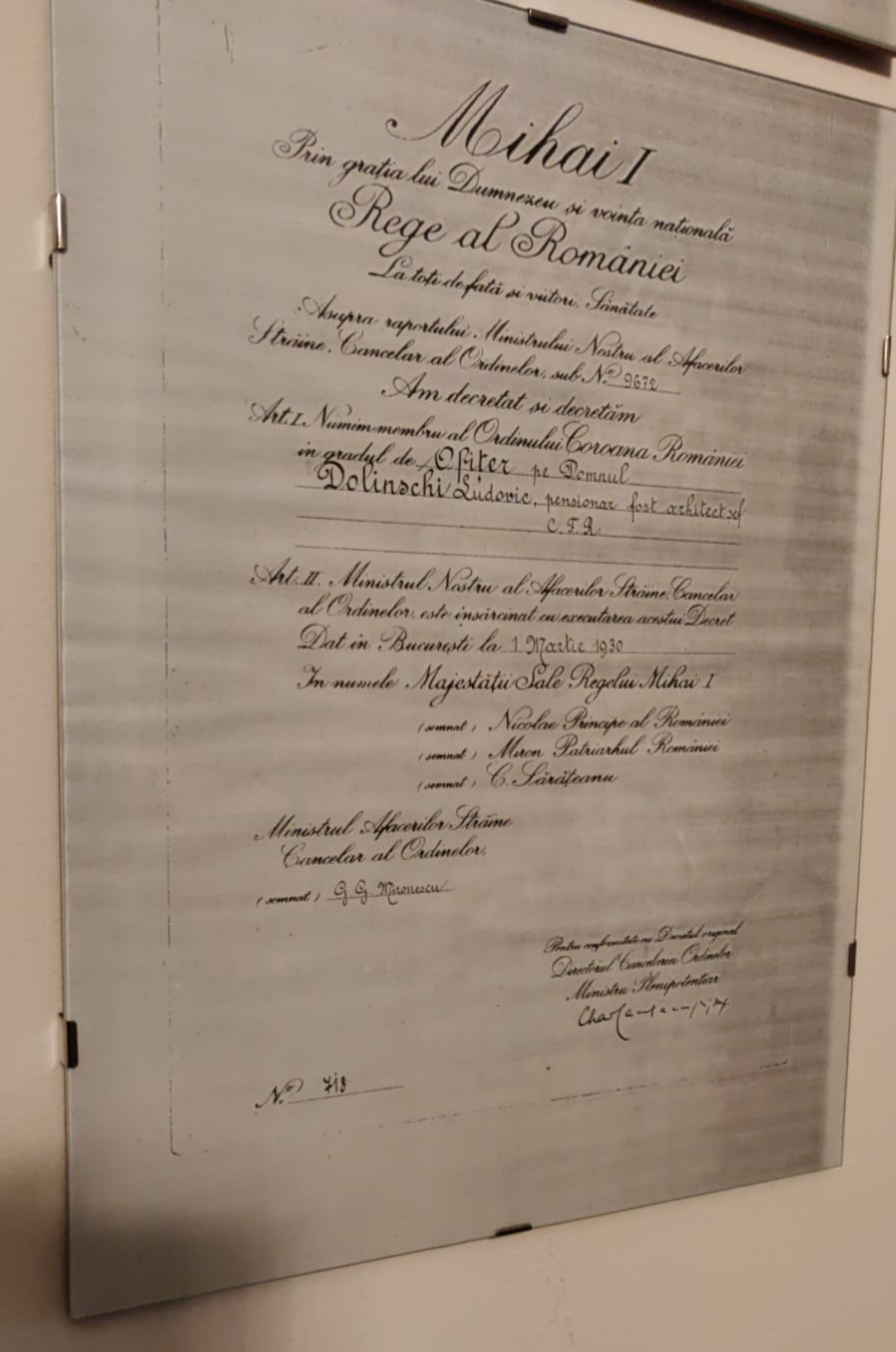
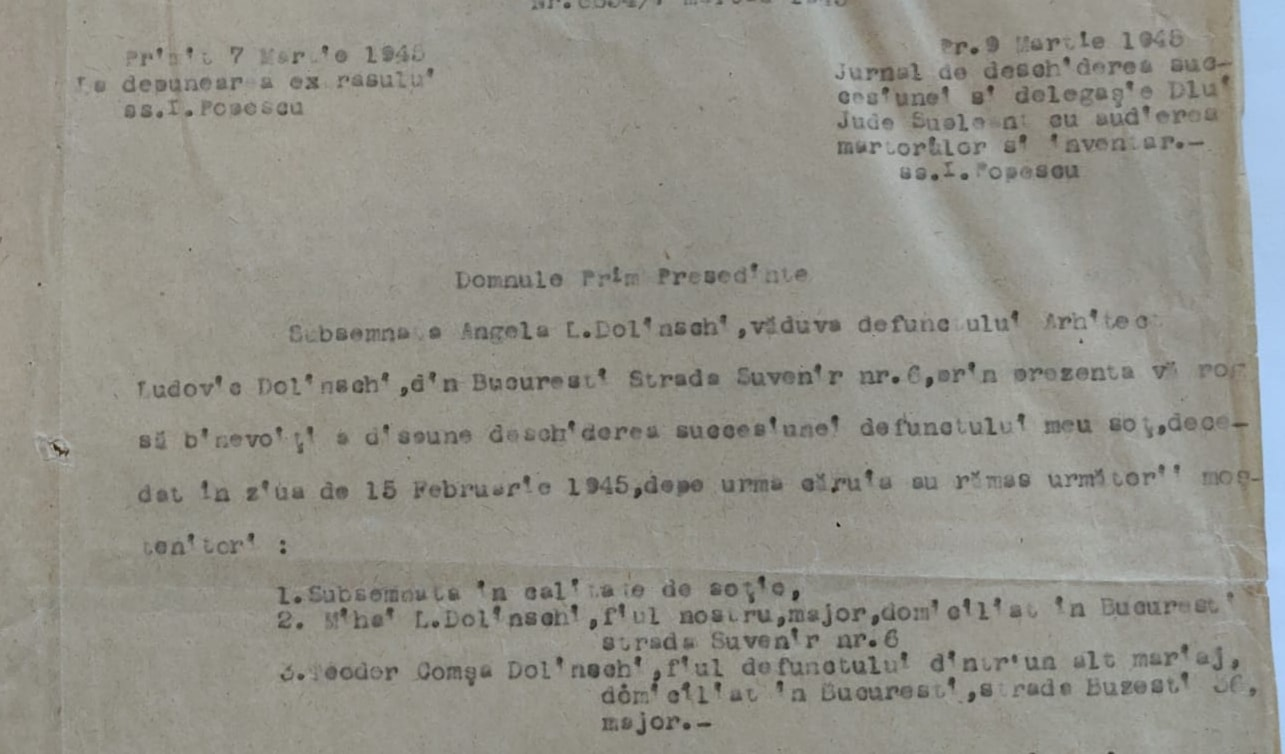